# Genoa City
Genoa City è un comune degli Stati Uniti, situato in Wisconsin, nella Contea di Walworth e in parte nella Contea di Kenosha.